# Коулз, Ким
Ким Коулз (англ. Kim Coles, род. 11 января 1962) — американская актриса и комедиантка, наиболее известная благодаря роли Синклар Джонс в ситкоме Fox «Одноместный номер», где она снималась вместе с Куин Латифа, Эрикой Александер и Ким Филдс с 1993 по 1998 год.
Коулз родилась и выросла в Бруклине и дебютировала на телевидении в скетч-шоу «В живом цвете». Затем она получила главную роль в сериале «Холостые мужчины и незамужние женщины», которая принесла Коулз три номинации на NAACP Image Award за лучшую женскую роль в комедийном сериале. В 2000—2001 годах она играла лучшую подругу Джины Дэвис в ситкоме ABC «Шоу Джины Дэвис», а после его закрытия продолжала появляться на телевидении, с гостевыми ролями в ситкомах «Паркеры», «Моя жена и дети», «Спасибо за покупку» и «Папочка». Также Коулз была ведущей собственного шоу на Lifetime и в 2000-х участвовала в нескольких реалити-шоу.
С 2015 года Коулз замужем за владельцем магазина здоровой еды и бывшим спецназовцем Реджи Маккивером, с которым она встречалась 8 месяцев до их свадьбы.

## Фильмография
| Год       |     | Русское название                      | Оригинальное название           | Роль                 |
| --------- | --- | ------------------------------------- | ------------------------------- | -------------------- |
| 1990      | с   | В ярких красках                       | In Living Color                 | разные персонажи     |
| 1991      | ф   | Только бизнес                         | Strictly Business               | Миллисент            |
| 1993      | с   | Мартин                                | Martin                          | Бонквиша             |
| 1993—1998 | с   | Холостые мужчины и незамужние женщины | Living Single                   | Синклер Джеймс-Джонс |
| 1995      | с   | —                                     | The Crew                        | Синклер Джеймс       |
| 1996      | с   | —                                     | The Show                        | Диндра               |
| 1999      | с   | —                                     | New Attitudes                   | ведущая              |
| 2000      | с   | Фрейзер                               | Frasier                         | доктор Мэри          |
| 2000—2001 | с   | Шоу Джины Дэвис                       | The Geena Davis Show            | Джуди Оуэнс          |
| 2002      | с   | Клиент всегда мёртв                   | Six Feet Under                  | Долорес              |
| 2002—2004 | с   | Один на один                          | One on One                      | Лейлани Джонс        |
| 2003      | с   | Паркеры                               | The Parkers                     | Флоренс              |
| 2004      | с   | Моя жена и дети                       | My Wife and Kids                | воспитатель          |
| 2005      | ф   | Американские детки                    | Kids in America                 | Лоретта Дженкинс     |
| 2005      | тф  | —                                     | The Show with A.J. Calloway     | Эми                  |
| 2006      | с   | —                                     | USA Today Weight Loss Challenge | в роли самой себя    |
| 2007      | тф  | Ад на Земле                           | Hell on Earth                   | ангел                |
| 2009      | с   | Спасибо за покупку                    | 10 Items or Less                | Мерси                |
| 2009      | кор | —                                     | Wig                             | Кейси                |
| 2009      | с   | —                                     | Pay It Off                      | н/д                  |
| 2011      | с   | —                                     | Love That Girl!                 | доктор Ван           |
| 2012      | с   | —                                     | Let’s Stay Together             | Кэрол                |
| 2012      | с   | Душа человека                         | The Soul Man                    | Ванда                |
| 2013      | с   | История Уэнделла и Винни              | Wendell and Vinnie              | Сюзанн               |
| 2014      | с   | Папочка                               | Baby Daddy                      | вице-директор Питерс |
| 2014      | с   | Скорострел                            | Quick Draw                      | миссис Танненбаум    |
| 2015      | тф  | —                                     | Faux Show                       | Дасти                |
| 2016      | с   | —                                     | Mann and Wife                   | Донна                |
| 2019      | ф   | —                                     | Love Is Not Enough              | Анджела              |